# 30232 Stephaniejarmak
30232 Stephaniejarmak este o planetă minoră (asteroid) din centura de asteroizi. A fost descoperită pe 6 aprilie 2000 la Stația Anderson Mesa de Lowell Observatory Near-Earth-Object Search. 
Obiectul prezintă o orbită caracterizată de o semiaxă mare de 2,2748059 UAi, o excentricitate de 0,13, o înclinație de 6,3539 ° în raport cu ecliptica.